# 克利奇科維奇
51°9′19″N 24°29′15″E / 51.15528°N 24.48750°E
克利奇科維奇（烏克蘭語：Кличковичі），是烏克蘭的村落，位於該國西部沃倫州，由科韋利區負責管轄，始建於1511年，面積0.7平方公里，海拔高度194米，2001年人口41，人口密度每平方公里58.82人。